# شعبة أيل الشادن
شعبة أيل الشادن كانت شعبة من الجيش الفرنسي تشكلت في سبتمبر 1990 في المملكة العربية السعودية كجزء من مساهمة فرنسا في عملية درع الصحراء. كان اسم المساهمة العسكرية الفرنسية لقضية تحرير الكويت من الاحتلال العراقي عملية أيل الشادن ثم لاحقا شعبة أيل الشادن.
في عام 1991 شاركت الشعبة في عملية عاصفة الصحراء بحراسة الجهة اليسرى من تقدم قوات التحالف. بعد استسلام العراق عادت الشعبة إلى فرنسا وألغيت في 30 1991.

## التاريخ
بعد الغزو العراقي للكويت في أغسطس 1990 بدأت الولايات المتحدة وحلفائها في نشر قوات في المملكة العربية السعودية لحماية البلاد من الغزو العراقي. رفض رئيس العراق صدام حسين انسحاب قواته من الكويت رافضا تطبيق قرار مجلس الأمن التابع للأمم المتحدة رقم 678 الذي أذن للدول الأعضاء بطرد القوات العراقية من الكويت بالقوة بعد 15 يناير 1991.
كانت فرنسا قد أرسلت بالفعل قوات إلى المملكة العربية السعودية في سبتمبر 1990 للمساعدة في ردع المزيد من المغامرات العسكرية العراقية، ولكن مع اقتراب الحرب كانت الكتيبة الفرنسية تعززت بشكل سريع بعد الغزو. معظم شعبة أيل الشادن تم استخلاصهم من الفرقة المدرعة الضوئية السادسة ولكن في النهاية تم تقسيم الوحدات المختلطة.
في البداية تولى قائد الفرقة المدرعة الضوئية السادسة اللواء جان تشارلز موسكاردييه قيادة شعبة أيل الشادن ولكن بعد حالة طبية طارئة في 7 فبراير 1991 حل محله العميد برنار جانفييه في اليوم التالي. كان القائد العام للقوات الفرنسية في المملكة العربية السعودية العماد ميشال روكجوفر. في البداية عمل الفرنسيون بشكل مستقل ولكن بتنسيق وثيق مع القيادة المركزية الأمريكية العليا في قيادة قوات التحالف. في يناير وضعت الشعبة تحت السيطرة التكتيكية للقوات الثامنة عشر الأمريكية المحمولة جوا وعززت الحرب البرية مع الوحدات التالية من القوات البرية للولايات المتحدة: لواء 2 والفرقة المجوقلة 82 ولواء مدفعية الميدان 18 وكتيبة الهندسة 27.

### عملية عاصفة الصحراء

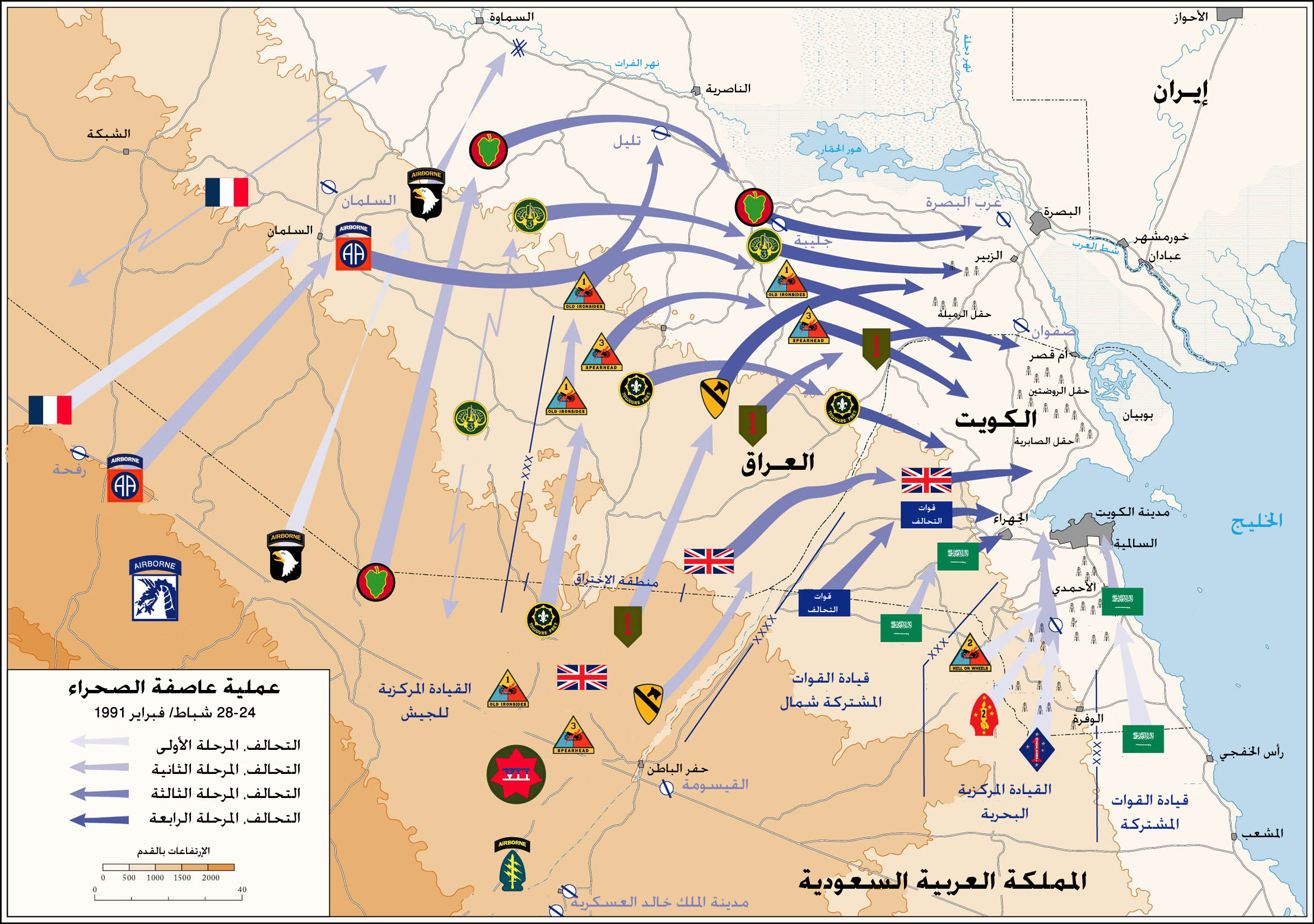
شاركت الشعبة الفرنسية على الجناح الأيسر.

في 24 فبراير 1991 بدأت المرحلة البرية. تقدمت وحدات الاستطلاع ببشعبة أيل الشادن في العراق. بعد ثلاث ساعات هوجمت القوات الفرنسية. كان الهدف الأولي هو مهبط للطائرات على عد 140 كيلومتر داخل العراق في السلمان. بتعزيز من الفرقة المجوقلة 82 للولايات المتحدة عبرت الشعبة الفرنسية الحدود دون معارضة وهاجمت الجهة الشمالية. واجه الفرنسيون عناصر من فرقة المشاة الآلية العراقي 45. بعد معركة قصيرة وبدعم من طائرات هليكوبتر الهجومية الفرنسية إيروسباسيال غازيل سيطروا على الهدف وألقوا القبض على 2500 سجين. بحلول نهاية اليوم الأول حققت شعبة أيل الشادن أهدافها واستمرت بالهجوم شمالا وتأمين الطرق السريعة بين بغداد وجنوب العراق.

## الإصابات
قتل خمسة أفراد من شعبة أيل الشادن بما في ذلك واحد قبل بداية القتال واثنين من بعد ذلك: قتل جندي في حادث سيارة في المملكة العربية السعودية في نوفمبر 1990. خلال النزاع قتلا المظليان من فوج المشاة المظلي البحري الأول عند إزالة الذخائر العنقودية التي لم تنفجر قرب السلمان في 26 فبراير 1991 وبعد القتال قتل اثنين من الفيلق الأجنبي الفرنسي في شهري مارس وأبريل على التوالي بالقرب من مدينة الكويت.